# Red Point (udde i Australien, New South Wales, lat -34,50, long 150,92)
Red Point är en udde i Australien. Den ligger i delstaten New South Wales, i den sydöstra delen av landet, omkring 76 kilometer söder om delstatshuvudstaden Sydney.
Trakten är tätbefolkad. Närmaste större samhälle är Wollongong, nära Red Point. 
Genomsnittlig årsnederbörd är 1 352 millimeter. Den regnigaste månaden är februari, med i genomsnitt 211 mm nederbörd, och den torraste är juli, med 36 mm nederbörd.